# Hémisphère nord

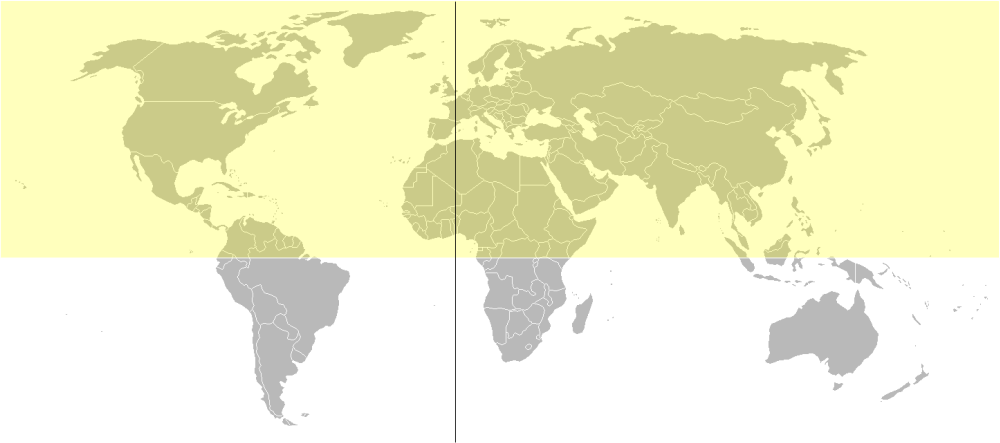
Carte de l'hémisphère nord terrestre (en jaune).

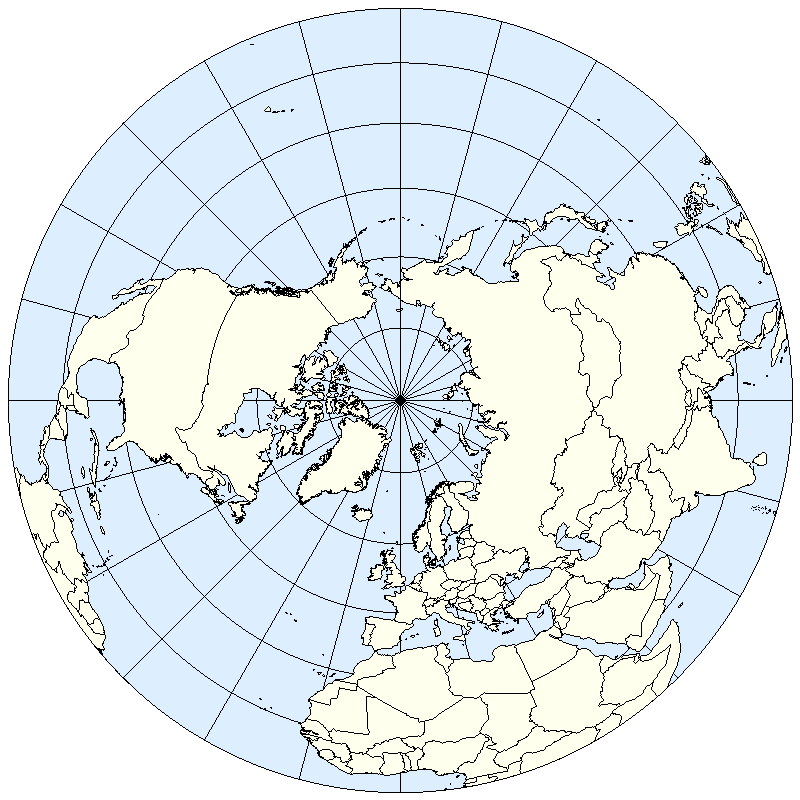
Projection polaire de l'hémisphère nord terrestre.

L'hémisphère nord, boréal ou septentrional, est la moitié qui s'étend entre l'équateur et le pôle nord d'une planète.
En astronomie, l'hémisphère nord est la partie du ciel située au nord de l'équateur céleste (déclinaisons positives).
L'hémisphère nord terrestre, en géopolitique ou en économie, représente également l'ensemble des pays industrialisés (Europe, Asie, Amérique du Nord), par opposition à l'hémisphère sud et ses pays en voie de développement (principalement l'Afrique).

## Description
Environ 100 millions de kilomètres carrés de terres émergées sont situés dans cet hémisphère, soit les deux tiers du total mondial. Comme l'hémisphère nord a une surface de 255 millions de kilomètres carrés, il est couvert de terres émergées à hauteur de 40 %. La plus haute montagne du monde, l'Everest, est également située dans cet hémisphère. Il est à remarquer que la plus grande partie de l'humanité (près de 90 % de la population totale) vit dans cet hémisphère, ce qui n'est guère surprenant étant donné que l'Asie, qui compte à elle seule environ 60 % de la population mondiale, est presque entièrement située dans l'hémisphère nord.

## Typographie
Des sources spécialisées en typographie, dont le Lexique des règles typographiques en usage à l’Imprimerie nationale et Jean-Pierre Lacroux, préconisent la minuscule à l'adjectif « nord ».
D'autres sources dont la typographie n'est pas la spécialité, comme le Trésor de la langue française informatisé, font de même, ou bien utilisent la majuscule, ainsi le Larousse.
L'Académie française a un usage variable,, de même que Le Petit Robert : article Hémisphère : « Hémisphère nord ou boréal, sud ou austral », mais article Nord : « Hémisphère Nord ».
Des sites canadiens comme la Banque de dépannage linguistique ou Termium Plus mettent la majuscule à « nord ».